# Saltsidenbi
Saltsidenbi (Colletes halophilus) är ett bi som är medlem av familjen korttungebin och släktet sidenbin.

## Beskrivning
Arten är mycket lik ljungsidenbi med brunaktig päls på huvudet och mellankroppens rygg. På mellankroppens sidor och buk är den krämfärgad till nästan vit. Bakkroppen har svart grundfärg, och vita hårband längs tergiternas bakkanter. I övrigt är bakkroppen nästan kal.

## Ekologi
Arten är i hög grad kustlevande i sanddominerade habitat som sanddyner, strandängar och marskland, men kan även uppträda på flygfält, röjda gator för kraftledningar, och i tallskog på hällmarker.
Larvbona grävs ut i sandjord med litet eller inget växttäcke. I sydläge, med värmande solstrålning, kan arten bygga i kolonier, som kan bli ganska stora. Bona utgörs vanligen av en kort, böjd gång som utmynnar i 5 till 6 larvceller. De kan parasiteras av filtbina Epeolus tarsalis och ängsfiltbi samt parasitflugan Miltogramma punctata. Filtbinas honor lägger ägg i larvcellerna, ett i varje. När filtbilarverna kläcks, har de kraftiga käkar i den första larvfasen, så att de kan döda värdlarverna och ostört leva av den insamlade födan.

Flygtiden varar från mitten av augusti till mitten av oktober; i undantagsfall kan den sträcka sig in i november. Pollen till larvbona samlas uteslutande in från korgblommiga växter, i synnerhet strandaster, bitterfibbla och åkermolke. Nektar hämtar biet emellertid från ett större antal växter.

## Utbredning
Saltsidenbi finns längs atlantkusten från Frankrike, Belgien, Nederländerna och Tyskland till Storbritannien och Irland. Förhållandevis nyligen (2015) har det även upptäckts i södra Danmark. Trots det svenska trivialnamnet finns arten inte i vare sig Sverige eller Finland.